# Santa-Marta-Kapuzineraffe
Der Santa-Marta-Kapuzineraffe (Cebus malitiosus, Syn.: C. albifrons malitiosus) ist eine Primatenart aus der Familie der Kapuzinerartigen, die im nordöstlichen Kolumbien vorkommt. Das sehr kleine Verbreitungsgebiet umfasst nur die nördlichen und westlichen Bereiche der Sierra Nevada de Santa Marta im kolumbianischen Departamento del Magdalena.

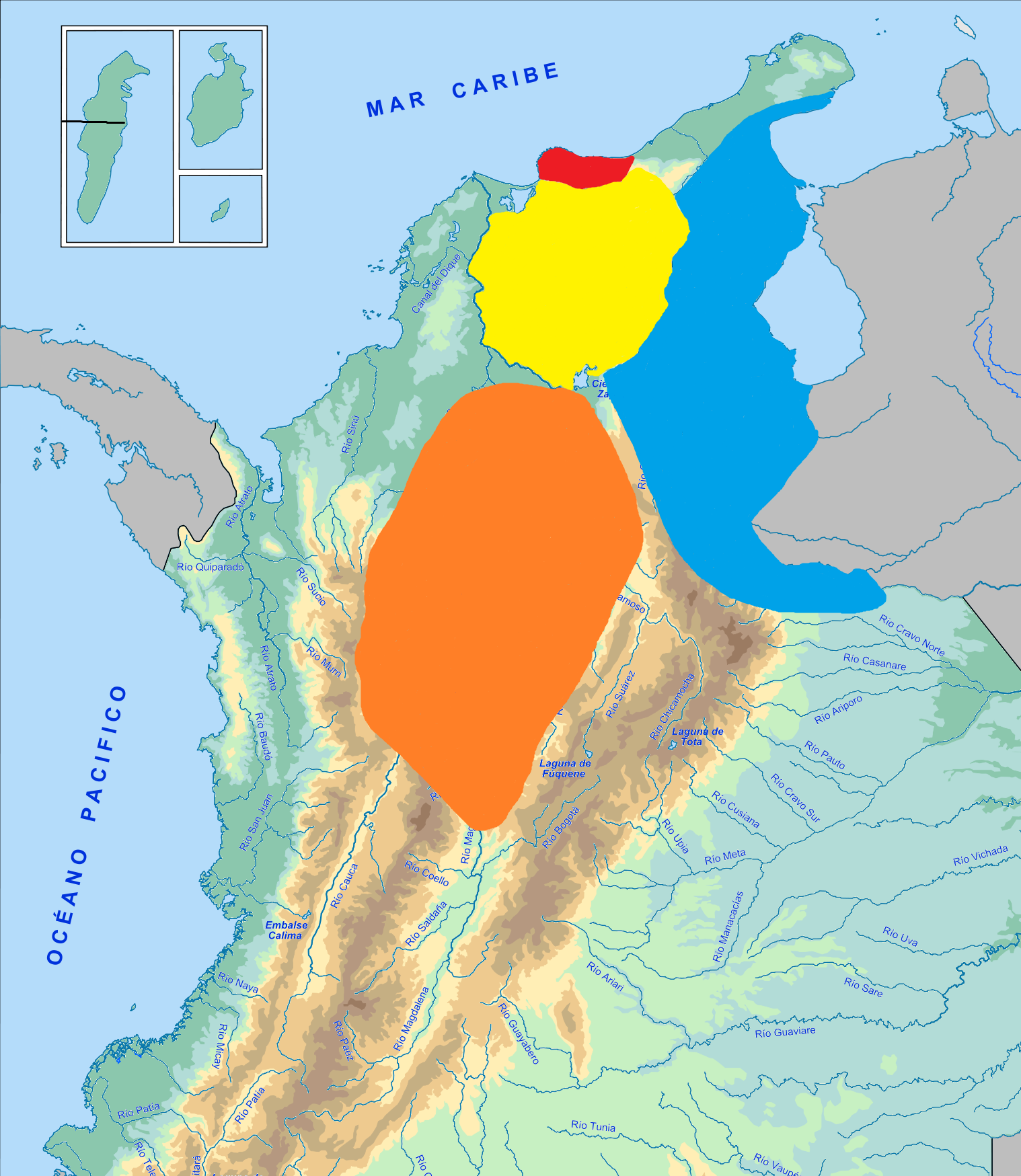
Verbreitungsgebiete der ungehaupten Kapuzineraffen im Norden Kolumbiens:
Santa-Marta-Kapuziner
Rio-Cesar-Kapuzineraffe
Kolumbien-Kapuzineraffe
Weißkopf-Kapuzineraffe

## Merkmale
Der Santa-Marta-Kapuzineraffe erreicht eine Kopf-Rumpf-Länge von etwa 45 cm und besitzen einen etwa gleich langen Schwanz. Der Rücken, die Körperseiten und die Außenseiten von Armen und Beinen sind zimtbraun, der Bauch und die Kehle sind ockerfarben, gelbbraun oder zimtbraun mit silbrigem Schimmer. Die helle Gesichtsfarbe erstreckt sich bis auf den Schulterbereich und die Innenseiten der Oberarme. Die Kopfkappe ist braun.

## Lebensweise
Der Santa-Marta-Kapuzineraffe lebt in Tieflandwäldern und Bergwäldern. Die Ernährung, Fortpflanzung und sonstige Verhaltensweisen sind bisher nicht näher erforscht worden.

## Systematik
Der Santa-Marta-Kapuzineraffe wurde 1909 durch den US-amerikanischen Zoologen Daniel Giraud Elliot beschrieben. Der Mammaloge Philip Hershkovitz ordnete die Form 1949 dem Weißstirn-Kapuzineraffen (Cebus albifrons) als Unterart zu. Molekulargenetische Analysen sprechen dafür, den Santa-Marta-Kapuzineraffen als eigenständige Art zu klassifizieren. Zusammen mit den anderen nordkolumbianischen Arten wurde die Art durch die zentralen und östlichen Kordilleren vor wahrscheinlich 1,5 Millionen von den ungehaupten Kapuzineraffen des Amazonastieflandes und vom mittelamerikanischen Weißschulterkapuziner (Cebus capucinus) isoliert.

## Gefährdung
Die IUCN sieht den Bestand des Santa-Marta-Kapuzineraffen vor allem aufgrund des sehr kleinen und durch den Menschen fragmentierten Verbreitungsgebietes von nur etwa 3000 km² als gefährdet an (Endangered).